# Élie Ducommun
Élie Ducommun (Genebra, 19 de fevereiro de 1833 — Berna, 7 de dezembro de 1906) foi um jornalista e pacifista suíço.

## Vida
Nascido em Genebra, trabalhou como tutor, professor de línguas, jornalista e tradutor para a Chancelaria Federal Suíça (1869 – 1873). Em 1867, ajudou a fundar a Liga da Paz e da Liberdade (Ligue de la Paix et de la Liberté), ainda que tenha continuado a trabalhar em novas posições, incluindo aí o cargo de secretário da Companhia de Aço Jura-Simplon, de 1873 até 1891.
Nesse ano, apontado pelo diretor do recém formado Secretariado Internacional da Paz (Bureau international de la paix), a primeira organização não governamental internacional pela paz, com sede em Berna. Recusou salário pela posição, dizendo que desejava servir à sua função solenemente por razões ideológicas. Sua perícia organizacional assegurou o sucesso do grupo. Recebeu o Nobel da Paz de 1902.

## Obras de Elie Ducommun
- Les premières larmes de Mathias Schlitt, [nouvelle alsacienne], Revue Alsacienne, Berger-Levrault, 24 p., 1884[3]

- La révélation de Moïse: études rationnelles sur l'Exode, 134 p. 1863
- Calvin et les Genevois ou La vérité sur Calvin, par un citoyen de Genève, 55 p., 1864, réédité en 1907
- La femme à travers les siècles, Revue Alsacienne, Berger-Levrault, 13 p., 1883
- Sourires: poésies, W. Gassmann, 143 p., 1887
- Le programme pratique des amis de la paix, Steiger, 16 p., 1897
- Précis historique du mouvement en faveur de la Paix, 31 p., 1899 (relançamento recenteː Kessinger Legacy Reprints)
- Derniers sourires: poésies, précédées d'une notice biographique, Büchler, 92 p., 1908